# Baisers volés
Pour les articles homonymes, voir Baiser volé (homonymie).
Série
Antoine et Colette
(1962) Domicile conjugal
(1970)
Pour plus de détails, voir Fiche technique et Distribution.
Baisers volés est un film français réalisé par François Truffaut, sorti en 1968. Jean-Pierre Léaud et Claude Jade incarnent les personnages principaux. Il s’agit du troisième volet de cinq des aventures d’Antoine Doinel, inspiré du roman Le Lys dans la vallée de Balzac.
Baisers volés précède Domicile conjugal et L'Amour en fuite, où Antoine Doinel et Christine Darbon sont successivement fiancés, mariés et divorcés.

## Synopsis
Antoine Doinel vient de quitter l’armée, où il s’était engagé. Amoureux de Christine Darbon, il fait divers petits métiers : veilleur de nuit dans un hôtel, il se fait renvoyer, ayant participé malgré lui à la découverte d’un adultère par un détective privé. Il se fait embaucher dans l’agence de détectives, mais n’est pas très doué pour les filatures. Le directeur de l’agence lui confie une mission dans le magasin de chaussures de monsieur Tabard, mais Antoine tombe amoureux fou de madame Tabard.
François Truffaut, grand lecteur de Balzac dans sa jeunesse, a plaqué ici l’intrigue du film sur Le Lys dans la vallée. Antoine Doinel y vit littéralement l’intrigue du roman. Mais Fabienne Tabard le rappelle à la réalité : « J’ai lu Le Lys dans la vallée, dit-elle, je suis comme vous, je trouve que c’est très beau, mais vous oubliez une chose c’est que madame de Mortsauf aimait Félix de Vandenesse, ce n’est pas une belle histoire d’amour, c’est une histoire lamentable parce que finalement elle est morte de n’avoir pas pu partager cet amour avec lui… ». Fabienne Tabard propose alors un contrat à Antoine : ils passeront quelques heures ensemble puis ne se reverront plus jamais. Alors initié, il peut susciter le désir de Christine.
Antoine devient dépanneur de téléviseurs. Christine, profitant de l’absence de ses parents, l’appelle sous un prétexte fallacieux, réparer le téléviseur qu’elle a détraqué intentionnellement. Le récit passe de la vision d’Antoine qui commence à s’escrimer sur l’appareil à celle d’un appartement vide. La caméra suit les pièces éparses de la télévision sur le sol pour nous mener dans la chambre parentale où Antoine et Christine dorment ensemble. Au matin, Antoine abandonne le pur mouvement du désir pour une pratique plus socialisée de l'amour. Antoine et Christine prennent leur petit déjeuner, et commencent à échanger en silence de petits billets, on comprend qu’Antoine demande Christine en mariage.

## Fiche technique
- Titre : Baisers volés
- Réalisation : François Truffaut
- Scénario et dialogue : François Truffaut, Claude de Givray et Bernard Revon, inspiré du roman Le Lys dans la vallée de Balzac
- Musique : Antoine Duhamel
- Photographie : Denys Clerval
- Scripte : Suzanne Schiffman
- Montage : Agnès Guillemot
- Production : François Truffaut, Marcel Berbert
- Sociétés de production : Les Films du Carrosse, Les Artistes associés
- Pays de production :  France
- Langue originale : français (quelques répliques en anglais)
- Format : couleurs Eastmancolor - 1,66:1 - 35 mm - son mono
- Genre : comédie dramatique
- Durée : 92 minutes
- Dates de sortie :
  - France :
    - 14 août 1968 (Festival du film d'Avignon)
    - 4 septembre 1968
    - 6 septembre 1968 (Paris)

  - Royaume-Uni :
    - 4 décembre 1968 (Festival du film de Londres)
    - 27 mars 1969

  - Belgique : 13 décembre 1968 (Bruxelles)
  - Pays-Bas : 2 janvier 1969
  - États-Unis : février 1969
  - Finlande : 14 janvier 1969
  - Italie : 25 mars 1969
- Classification cinématographique :
  - France : tout public[3]
- Affiche : René Ferracci (France).

## Distribution
- Jean-Pierre Léaud : Antoine Doinel
- Claude Jade : Christine Darbon
- Delphine Seyrig : Fabienne Tabard
- Michael Lonsdale (crédité Michel Lonsdale) : Georges Tabard
- Harry-Max : monsieur Henri
- André Falcon : monsieur Blady
- Daniel Ceccaldi : Lucien Darbon
- Claire Duhamel : madame Darbon
- Catherine Lutz : Catherine
- Martine Ferrière : Mme Turgan, la chef-vendeuse du magasin de chaussures
- Jacques Rispal : Colin
- Serge Rousseau : l’inconnu
- Paul Pavel : Julien
- François Darbon : l’adjudant-chef Picard
- Albert Simono : Albani, le client de l’agence
- Le prestidigitateur Jacques Delord : le prestidigitateur Robert Espannet

Par ordre alphabétique : 
- Jean-François Adam : Albert Tazzi, le mari de Colette
- Chantal Banlier : une vendeuse chez Tabard
- Anik Belaubre : concierge au bordel (non créditée)
- Marcel Berbert : un homme qui ouvre sa porte
- Liza Braconnier : prostituée triste (non créditée)
- Martine Brochard : madame Colin (non créditée)
- Robert Cambourakis : l'amant peureux de Mme Colin (non crédite)
- Pascale Dauman : femme suivie dans la rue
- Léon Elkenbaum : le dentiste (non crédité)
- Karine Jeantet : vendeuse chez le marchand de chaussures (non créditée)
- Marcel Mercier : homme au garage  Darbon (non crédité)
- France Monteil : prostituée gentille (non créditée)
- Joseph Mériau : homme au garage  Darbon (non crédité)
- Carole Noe : la grande fille (non créditée)
- Madeleine Parard : prostituée méchante (non créditée)
- Christine Pellé : mademoiselle Ida (non créditée)
- Marie-France Pisier : Colette Tazzi (non créditée)
- Jacques Robiolles : le chômeur à la télé (non crédité)
- Roger Trapp : monsieur Shapiro (non crédité).

## Accueil critique
Patrice Hovald, dans la revue Séquences, a été enthousiasmé par le film : 
« J’ai ri aux larmes pour certaines scènes à deux (seul un Nicholas Ray avait atteint une telle justesse dans les scènes à deux) entre le détective et le marchand de chaussures (Michel Lonsdale est stupéfiant). J’étais proche d’autres larmes lorsque Delphine Seyrig (la femme même lorsqu’elle est pleinement femme) explique les raisons de sa venue dans la chambre de Léaud qui est au lit, draps au menton, heureux et malheureux à la fois. »

## Autour du film
Baisers volés doit son titre au refrain de la chanson de Charles Trenet (1942), Que reste-t-il de nos amours ? (« Bonheur fané, cheveux au vent, baisers volés, rêves mouvants »), qui est utilisée dans les génériques du film.
Tiré d’affaire grâce à son comité de soutien, Henri Langlois pousse Truffaut à faire une suite « au petit couple » et celui-ci fait se marier Antoine Doinel et Christine Darbon dans Domicile conjugal (1970).
En 2018, Didier Blonde publie Le figurant, un roman dont le narrateur, un étudiant, se retrouve à la première page marchant rue Caulaincourt , sur le tournage du film. C'est pour lui l'occasion de devenir figurant dans le café où l'on tourne et de rencontrer Judith, une mystérieuse jeune femme qui aurait fait quelques apparitions à l'écran,.

## Tournage
Le tournage s'est déroulé du 5 février au 28 mars 1968, pendant l'affaire Langlois (Cinémathèque française).
Apparaît l'hôtel Alsina, 39 avenue Junot (18e arrondissement de Paris), où Antoine Doinel est veilleur de nuit.
Les scènes dans le magasin de chaussures de monsieur Tabard ont été tournées dans une boutique parisienne.
Les plans avec Antoine et Fabienne Tabard dans l’appartement du couple Tabard ont été tournés dans l’appartement de Michael Lonsdale (qui fait face à l’avenue de Lowendal et la place Denys-Cochin), dans le 7e arrondissement de Paris,.
La scène de fin quand Antoine et Christine se trouvent assis sur un banc, se situe à l'avenue de Breteuil, entre la place Vauban et la rue d'Estrées.

## Distinctions
Sauf indication contraire, les informations mentionnées dans cette section peuvent être confirmées par la base de données cinématographiques IMDb,  présente dans la section « Liens externes ».

### Récompenses
- Prix Louis-Delluc 1968
- Prix Fémina Belge 1969[10]
- Grand prix du cinéma français 1968[11]
- Prix Méliès 1968[10]
- Prix du British Film Institute 1969[10]
- Prix de la Hollywood Foreign Association[Quand ?][12]
- Meilleur film, 1969 au Syndicat français de la critique de cinéma (Paris)
- Best Foreign Film, 1970 NBR - The National Board of Review of Motion Pictures (New York)[13].

### Nominations
- Golden Globes 1969 : Golden Globe du meilleur film en langue étrangère
- Oscars 1969 : Oscar du meilleur film en langue étrangère